# 西瓦吉里
西瓦吉里（Sivagiri），是印度泰米尔纳德邦Erode县的一个城镇。总人口16285（2001年）。

## 人口
该地2001年总人口16285人，其中男性8282人，女性8003人；0—6岁人口1402人，其中男710人，女692人；识字率65.40%，其中男性为75.14%，女性为55.32%。